# Théâtre du Jorat
Le théâtre du Jorat, inauguré le 9 mai 1908, est une salle de théâtre située dans la commune vaudoise de Mézières, à une vingtaine de kilomètres de Lausanne, dans la région du Jorat.

## Histoire
En 1903, pour fêter le 100e anniversaire de l'entrée du canton de Vaud dans la Confédération, le pasteur Emile Béranger a l'idée de monter une pièce de théâtre pour changer du cortège folklorique. Il commande une œuvre à René Morax, qui crée à cette occasion La dîme dont la première représentation a lieu le 15 avril 1903. Le spectacle donné dans le dépôt de trams remporte un tel succès qu'il convainc l'auteur de la possibilité de faire un théâtre en pleine campagne. Le théâtre est construit sur le modèle du théâtre du Peuple, situé à Bussang en France,.

## Description
Le théâtre du Jorat a été créé par René Morax en 1908. Construit entièrement en bois, ce qui assure son intégration avec les fermes avoisinantes, il est surnommé la « grange Sublime » ou encore le « Palais en bois » par les habitants de la commune. Le bâtiment est inscrit comme bien culturel suisse d'importance nationale.
La salle de spectacle offre plus de 1 000 places. Elle permit notamment la création du Roi David d'Honegger et de nombreuses œuvres de Gustave Doret.
En 1923, pour le bicentenaire de la mort d'Abraham Davel, le Conseil fédéral au complet assiste au spectacle Davel de René Morax et Gustave Doret (au Théâtre du Jorat).